# 古賀常次郎
古賀 常次郎（こが つねじろう、1939年〈昭和14年〉5月18日 - ）は佐賀県の実業家、篤志家、発明家。古賀商事代表取締役。更生保護活動への取り組み、旭日双光章など数々の受章・受賞で知られる。佐賀県佐賀市出身。

## 略歴
- 1939年（昭和14年） - 佐賀県佐賀郡巨勢村修理田平尾道崎生まれ。父・一（ひとし）、母・タツ、兄・信儀、弟・修、妹・禮子、義弟・宗重、義妹・和代。
- 1952年（昭和27年） - 佐賀市立巨瀬小学校卒業
- 1955年（昭和30年） - 佐賀市立巨勢中学校（現・佐賀市立城東中学校）卒業
- 1960年（昭和35年） - 友人の紹介で住友系列の炭鉱の関連会社である佐賀機械へ転職
- 1961年（昭和36年） - 佐賀県立佐賀高等学校（現・佐賀県立佐賀西高等学校）定時制入学
- 1965年（昭和40年） - 佐賀県立佐賀高等学校定時制卒業
- 1967年（昭和42年） - 佐賀機械を退職
- 1967年（昭和42年） - 「段付皿ビスと皿ビス用スプリングワッシャー」を発明し、西ドイツなど5か国で特許を取得
- 1968年（昭和43年） - ビル清掃業の古賀商事を設立
- 1969年（昭和44年） - 新技術開発財団（通称市村財団）の第1回市村賞受賞、佐賀県県政功労者表彰
- 1994年（平成6年）秋 - 更生保護活動部門で藍綬褒章受章（この部門では最年少受章）
- 1996年（平成8年）　- 公益のために私財を寄付した人に授与される紺綬褒章を初受章[1]。その後も寄付を続け、受章を重ねる
- 2009年（平成21年） - 旭日双光章受章
- 2014年（平成26年） - 「叙勲・褒章などの受章回数62回」でギネス世界記録の認定を受ける[2]
- 2021年（令和3年） - 「叙勲・褒章などの受章回数103回」でギネス世界記録の3回目の認定を受ける[3]

## 人物
- 中学時代は近隣でも有数の暴れ者であったが、恩師の援助もあり電機メーカーの下請け工場の八雲製作所に就職。しかし、ほどなく傷害事件を起こし逮捕される。少年事件でもあり鑑別所に送られたが、それまでの勤務態度が真面目であったことなどから10日間の拘留で保護観察処分となる。このことが更生保護活動へ取り組むきっかけとなった。
- この頃から勤労青年によるレクリエーションサークルの古賀グループを設立。のちにBBS運動（Big Brothers & Sisters）や選挙事務所の手伝いなどにも活動を広げ、政財界に知己を得るきっかけとなる。
- 1960年（昭和35年）に転職した先の佐賀機械は関連会社とはいえ大企業であったため、学歴の不足を痛感し、翌1961年（昭和36年）に佐賀県立佐賀高等学校（現・佐賀県立佐賀西高等学校）の定時制に入学した。通学途中の列車内で窓枠のビスが緩んでいるのを見、振動で緩まない皿ビスを着想する。
- 1967年（昭和42年）、佐賀機械を退職した。同年、定時制時代に着想した「段付皿ビスと皿ビス用スプリングワッシャー」で西ドイツにおける特許を取得。さらにイタリアやフランス、日本での特許も取得し、1969年（昭和44年）に新技術開発財団（通称市村財団）の、第一回市村賞を受賞する。また、同年、佐賀県からもそれまでの青少年健全育成活動とあわせて、県政功労者表彰を受けている。
- 1968年（昭和43年）、ビル清掃業の古賀商事を設立した。その後は事業による収入などで得た資金をもとに、それまでも力を入れていた更生保護活動のほか、教育の振興や青少年の健全育成などを目的に寄付を行っている。寄付総額は65年間で10億円を超えている[4]。その功績により、公的機関に多額の寄付を行った者に贈られる紺綬褒章を幾度となく受章したほか、1994年（平成6年）には更生保護活動部門で藍綬褒章を受章している。なお、この部門での藍綬褒章受章は史上最年少のものである[5]。

## 主な受賞・受章
- 紺綬褒章 - 多数（116回）[6]
- 第1回市村賞、佐賀県県政功労者表彰 - 1969年（昭和44年）
- 国連アジア極東犯罪防止研修所長感謝状 - 1972年（昭和47年）
- 日本顕彰会長表彰 - 1979年（昭和54年）
- 総理府総務長官表彰 - 1982年（昭和57年）
- 法務大臣表彰 - 1984年（昭和59年）
- 藍綬褒章 - 1994年（平成6年）
- 日本善行会善行金賞表彰 - 2002年（平成14年）
- 佐賀県青少年育成県民会議感謝状 - 2003年（平成15年）
- 九州地方更生保護委員会委員長感謝状 - 2007年（平成19年）
- 旭日双光章、日本更生保護協会瀬戸山賞 - 2009年（平成21年）

## エピソード
- 「時間に遅れない」「嘘をつかない」「お世辞を言わない」「他人のせいにしない」「他人の手柄を自分の手柄としない」の五つの誓いを自らに課している。
- 佐賀機械時代には組合対策も担当、上部団体として乗り込んできた日本労働組合総評議会との折衝も行った。
- 中学校は父から農作業を強制されていたことなどからほとんど通学しておらず、学業の成績は悪かった。言葉も佐賀弁しか喋らないため、特許の申請を相談された弁理士の小池晃（後の日本弁理士会会長）は古賀の早口の佐賀弁を「英語やロシア語より分からなかった」と述べている。